# Grzegorz Sandomierski
Grzegorz Sandomierski (Białystok, Polonia, 5 de septiembre de 1989) es un exfutbolista polaco que jugaba en la posición de portero. Actualmente ejerce como entrenador de porteros en el Jagiellonia Białystok.

## Clubes
| Club                              | País       | Año       |
| --------------------------------- | ---------- | --------- |
| Jagiellonia Białystok             | Polonia    | 2006-2011 |
| Lech Poznań (cedido)              | Polonia    | 2007      |
| Ruch Wysokie Mazowieckie (cedido) | Polonia    | 2009      |
| K. R. C. Genk                     | Bélgica    | 2011-2014 |
| Jagiellonia Białystok (cedido)    | Polonia    | 2012      |
| Blackburn Rovers F. C. (cedido)   | Inglaterra | 2012-2013 |
| G. N. K. Dinamo Zagreb (cedido)   | Croacia    | 2013-2014 |
| Zawisza Bydgoszcz                 | Polonia    | 2014-2015 |
| K. S. Cracovia                    | Polonia    | 2015-2018 |
| Jagiellonia Białystok             | Polonia    | 2018-2020 |
| CFR Cluj                          | Rumania    | 2020-2021 |
| Górnik Zabrze                     | Polonia    | 2021-2022 |
| Levadiakos F. C.                  | Grecia     | 2022-2023 |

## Palmarés

### Títulos nacionales
| Título                     | Club                   | País    | Año     |
| -------------------------- | ---------------------- | ------- | ------- |
| Copa de Polonia            | Jagiellonia Białystok  | Polonia | 2009-10 |
| Supercopa polaca de fútbol | Jagiellonia Białystok  | Polonia | 2010    |
| Prva HNL                   | G. N. K. Dinamo Zagreb | Croacia | 2013-14 |
| Supercopa polaca de fútbol | Zawisza Bydgoszcz      | Polonia | 2014    |
| Liga I                     | CFR Cluj               | Rumania | 2019-20 |
| Supercopa de Rumania       | CFR Cluj               | Rumania | 2020    |
| Liga I                     | CFR Cluj               | Rumania | 2020-21 |